# Associazione Calcio Venezia 1946-1947
Questa voce raccoglie le informazioni riguardanti l'Associazione Calcio Venezia nelle competizioni ufficiali della stagione 1946-1947.

## Rosa
| N. |                    | Ruolo | Calciatore        |
| -- | ------------------ | ----- | ----------------- |
|    | Italia (bandiera)  | P     | Luigi Griffanti   |
|    | Italia (bandiera)  | P     | Arrigo Benussi    |
|    | Italia (bandiera)  | D     | Silvio Di Gennaro |
|    | Uruguay (bandiera) | D     | Víctor Tortora    |
|    | Italia (bandiera)  | D     | Aldo Checchetti   |
|    | Italia (bandiera)  | C     | Sandro Puppo      |
|    | Italia (bandiera)  | C     | Orfeo Bellesini   |
|    | Italia (bandiera)  | C     | Angelo Trentin    |
|    | Italia (bandiera)  | C     | Carlo Sgobbi      |
|    | Italia (bandiera)  | C     | Guido Corbelli    |

| N. |                    | Ruolo | Calciatore        |
| -- | ------------------ | ----- | ----------------- |
|    | Italia (bandiera)  | C     | Luigi Zambelli    |
|    | Italia (bandiera)  | C     | Claudio Zaro      |
|    | Italia (bandiera)  | A     | Bruno Dante       |
|    | Italia (bandiera)  | A     | Bruno Novello     |
|    | Italia (bandiera)  | A     | Mario Renosto     |
|    | Italia (bandiera)  | A     | Francesco Pernigo |
|    | Italia (bandiera)  | A     | Valeriano Ottino  |
|    | Italia (bandiera)  | A     | Sergio Gon        |
|    | Italia (bandiera)  | A     | Bruno Gerzelli    |
|    | Uruguay (bandiera) | A     | Giovanni Alberti  |

## Risultati

### Serie A

#### Girone di andata
| 22 settembre 1946 1ª giornata | Bologna | 4 – 0 | Venezia |  |

| 29 settembre 1946 2ª giornata | Venezia | 2 – 1 | Genoa |  |

| 6 ottobre 1946 3ª giornata | Vicenza | 5 – 0 | Venezia |  |

| 13 ottobre 1946 4ª giornata | Venezia | 1 – 0 | Torino |  |

| 20 ottobre 1946 5ª giornata | Venezia | 2 – 3 | Roma |  |

| 27 ottobre 1946 6ª giornata | Modena | 2 – 0 | Venezia |  |

| 3 novembre 1946 7ª giornata | Venezia | 3 – 0 | Fiorentina |  |

| 10 novembre 1946 8ª giornata | Napoli | 1 – 1 | Venezia |  |

| 12 novembre 1946 9ª giornata | Bari | 1 – 0 | Venezia |  |

| 24 novembre 1946 10ª giornata | Venezia | 1 – 1 | Alessandria |  |

| 8 dicembre 1946 11ª giornata | Milan | 3 – 2 | Venezia |  |

| 15 dicembre 1946 12ª giornata | Venezia | 1 – 2 | Brescia |  |

| 22 dicembre 1946 13ª giornata | Venezia | 0 – 2 | Sampdoria |  |

| 29 dicembre 1946 14ª giornata | Livorno | 0 – 0 | Venezia |  |

| 5 gennaio 1947 15ª giornata | Venezia | 2 – 1 | Inter |  |

| 12 gennaio 1947 16ª giornata | Lazio | 3 – 1 | Venezia |  |

| 19 gennaio 1947 17ª giornata | Juventus | 7 – 3 | Venezia |  |

| 26 gennaio 1947 18ª giornata | Venezia | 0 – 0 | Atalanta |  |

| 2 febbraio 1947 19ª giornata | Venezia | 4 – 1 | Triestina |  |

#### Girone di ritorno
| 16 febbraio 1947 20ª giornata | Venezia | 2 – 0 | Bologna |  |

| 23 febbraio 1947 21ª giornata | Genoa | 2 – 1 | Venezia |  |

| 2 marzo 1947 22ª giornata | Venezia | 1 – 2 | Vicenza |  |

| 9 marzo 1947 23ª giornata | Torino | 2 – 0 | Venezia |  |

| 16 marzo 1947 24ª giornata | Roma | 1 – 2 | Venezia |  |

| 23 marzo 1947 25ª giornata | Venezia | 2 – 1 | Modena |  |

| 30 marzo 1947 26ª giornata | Fiorentina | 1 – 1 | Venezia |  |

| 6 aprile 1947 27ª giornata | Venezia | 0 – 1 | Napoli |  |

| 13 aprile 1947 28ª giornata | Venezia | 1 – 2 | Bari |  |

| 20 aprile 1947 29ª giornata | Alessandria | 1 – 1 | Venezia |  |

| 4 maggio 1947 30ª giornata | Venezia | 1 – 1 | Milan |  |

| 18 maggio 1947 31ª giornata | Brescia | 0 – 2 | Venezia |  |

| 25 maggio 1947 32ª giornata | Sampdoria | 3 – 1 | Venezia |  |

| 1 giugno 1947 33ª giornata | Venezia | 1 – 0 | Livorno |  |

| 8 giugno 1947 34ª giornata | Inter | 3 – 1 | Venezia |  |

| 15 giugno 1947 35ª giornata | Venezia | 1 – 2 | Lazio |  |

| 22 giugno 1947 36ª giornata | Venezia | 0 – 2 | Juventus |  |

| 29 giugno 1947 37ª giornata | Atalanta | 3 – 2 | Venezia |  |

| 6 agosto 1947 38ª giornata | Triestina | 2 – 0 | Venezia |  |

## Statistiche

### Statistiche di squadra
| Competizione | Punti | In casa | In casa | In casa | In casa | In casa | In casa | In trasferta | In trasferta | In trasferta | In trasferta | In trasferta | In trasferta | Totale | Totale | Totale | Totale | Totale | Totale | DR  |
| Competizione | Punti | G       | V       | N       | P       | Gf      | Gs      | G            | V            | N            | P            | Gf           | Gs           | G      | V      | N      | P      | Gf     | Gs     | DR  |
| ------------ | ----- | ------- | ------- | ------- | ------- | ------- | ------- | ------------ | ------------ | ------------ | ------------ | ------------ | ------------ | ------ | ------ | ------ | ------ | ------ | ------ | --- |
| Serie A      | 27    | 19      | 8       | 3       | 8       | 25      | 22      | 19           | 2            | 4            | 13           | 18           | 44           | 38     | 10     | 7      | 21     | 43     | 66     | -23 |

### Statistiche dei giocatori
| Giocatore       | Serie A  | Serie A |
| Giocatore       | Presenze | Reti    |
| --------------- | -------- | ------- |
| G. Alberti      | 1        | 0       |
| O. Bellesini    | 37       | 1       |
| A. Benussi      | 12       | -19     |
| A. Checchetti   | 7        | 0       |
| G. Corbelli     | 18       | 0       |
| B. Dante        | 30       | 5       |
| S. Di Gennaro   | 38       | 0       |
| B. Gerzelli     | 1        | 0       |
| S. Gon          | 6        | 1       |
| L. Griffanti    | 26       | -45     |
| B. Novello      | 29       | 3       |
| V. Ottino       | 32       | 13      |
| F. Pernigo      | 38       | 12      |
| S. Puppo        | 37       | 0       |
| M. Renosto (II) | 19       | 4       |
| C. Sgobbi       | 28       | 0       |
| V. Tortora      | 15       | 1       |
| A. Trentin      | 33       | 0       |
| L. Zambelli     | 11       | 1       |